# Finitum non capax infiniti
Finitum Non Capax Infiniti라는 라틴어 격언은 "유한한 것은 무한한 것을 이해하지 못한다(또는 이해할 수 없다)"는 뜻이다. 유한은 인간을 의미하고 무한은 예수 그리스도를 의미한다.

## 기원
이 문구는 기독론과 관련된 주의 만찬에 관한 루터교와 개혁파의 논쟁에서 유래했다. 개혁파는 일반적으로 루터파가 신적 특성을 예수의 인성에 전가하여 그리스도가 성만찬을 포함하여 어디에나 계실 수 있다고(편재성) 비난했다. 때때로 이것은 유티키안주의(그리스도의 인간 본성과 신성한 본성을 혼합하는 것)로 기소되기도 했다. 루터파는 일반적으로 개혁파를 네스토리우스주의뿐만 아니라 합리주의로 비난했다. 전자는 개혁파가 철학적 사전 약속에 너무 많이 의존한다고 생각했기 때문에 개혁파에게 던져졌다. 또한 그리스도의 인성과 신성을 분리하는 것으로 추정되는 문제(네스토리우스주의)도 있었다.
"피니툼 논 카팩스 인피니티"라는 문구는 "여분의 칼빈주의"라고 불리는 것과 관련이 있다. 후자의 구절은 하나님으로서의 예수님은 어디에나 계시지만, 인간으로서의 예수님은 하늘에 계신 아버지 우편에 계시다는 사실을 가리킨다. 그런 다음 "추가"는 신성이 예수님의 인간 몸 밖에있는 편재성을 나타낸다. 이 문제에 대한 한 루터교 목사의 짧지만 흥미로운 글을 읽었는데, 그의 주장에 따르면 루터교의 견해는 인간 본성의 변화를 수반하는 것이 아니라 오히려 신성의 무한함을 보여주는 것이라고 한다. 그는 루터교의 카팩스를 이렇게 정의한다:
이를 이해하기 위해서는 루터교 카팩스가 무엇을 의미하는지 관찰하는 것이 중요하다. 스웨덴의 루터교 신학자 구스타프 아울렌이 지적했듯이, 루터교의 주장은 유한한 존재가 무한한 존재를 담을 수 있는 어떤 내재적 능력을 가지고 있다는 것이 아니라 무한한 신이 유한한 존재에게 자신을 전달할 수 있다는 것이다.
이것이 그가 신적 속성이 인간에게 전달되는 것을 피하려는 방법이다. 그는 더 나아가 "무한자가 진정으로 무한하다면 논리적으로 무한한 수의 가능성을 포함해야 하며, 이러한 가능성 중 하나는 유한자에 의해 포함되고 있어야 한다"고 말한다. 이에 대해 몇 가지 언급할 필요가 있다. 첫째, 무한한 것이 유한한 것의 경계를 허물지 않고 유한한 것과 소통할 수 있는 방법은 존재하지 않는다. 우리는 여기서 하나님의 소통 불가능한 속성에 대해 이야기하고 있다. 따라서 처음에는 그럴듯하게 들리지만 저자는 질문에 답하지 않았다. 대신 그는 질문을 바꾸려고 노력했다.
둘째, 무한자가 "유한자에 의해 포함되는 것"을 가능성으로 가져야한다는 그의 가상 상황에 대한 대답으로 이것은 하나님의 다른 속성을 고려하지 못한다. 그는 한 가지 속성을 골라내어 다른 속성들과 분리하고 있다. 다른 속성에는 자신을 부정 할 수 없다는 것이 포함된다. 하나님이 신성한 속성을 인간에게 전달하지 않으시는 것은 무능력 때문이 아니라 성품 때문이다. 이 질문은 "신이 바위를 움직일 수 없을 정도로 크게 만들 수 있는가?"라는 오래된 수수께끼와 같은 범주에 속한다. 대답은 '아니오'이지만 하나님의 능력이 부족해서가 아니라 자신을 모순하는 것이 하나님의 성품에 속하지 않기 때문이다.
신이 신성을 인간에게 전달한다면 인간은 더 이상 인간이 아닐 것이라는 단순한 사실이 남아 있다. 여기서 주목해야 할 점은 키스 매티슨이 설명한 칼빈의 실제 교리를 이해하는 루터교인은 거의 없는 것 같다. 칼빈이 성만찬의 메커니즘을 구성하는 데 필요한 모든 신성과 인성을 우리는 모두 가지고 있다. 성령은 우리와 예수님 사이의 간격을 메워주셔서 그리스도의 인성이 믿음으로 우리 영혼에 공급되도록 하신다. 따라서 그리스도는 성만찬을 통해 우리에게 육체적으로 주어지지만 빵과 포도주로는 주어지지 않는다. 우리가 그것을 받아들이는 것은 영적인 것이다.

## 참고문헌
- Finitum Non Capax Infiniti, greenbaggins.wordpress